# 富莱罗讷
富莱罗讷（法語：Foulayronnes，法語發音：[fulɛʁɔn]）是法国新阿基坦大区洛特-加龙省的一个市镇，位于该省中南部，省会阿让以北，属于阿让区和阿让城市圈公共社区。富莱罗讷是阿让北部重要的近郊居民区。

## 地理
富莱罗讷（44°14'22"N, 0°38'53"E）面积28.86 平方千米，位于法国新阿基坦大区洛特-加龍省，该省份为法国西南部内陆省份，北起多爾多涅省，西接吉倫特省和朗德省，南至热尔省，东临塔恩-加龙省和洛特省。
与富莱罗讷接壤的市镇（或旧市镇、城区）包括：阿让、巴雅蒙、卡斯泰拉、科莱拉克-圣锡尔克、拉克鲁瓦布朗什、洛尼亚克、马达扬、蓬迪卡斯。
富莱罗讷的时区为UTC+01:00、UTC+02:00（夏令时）。

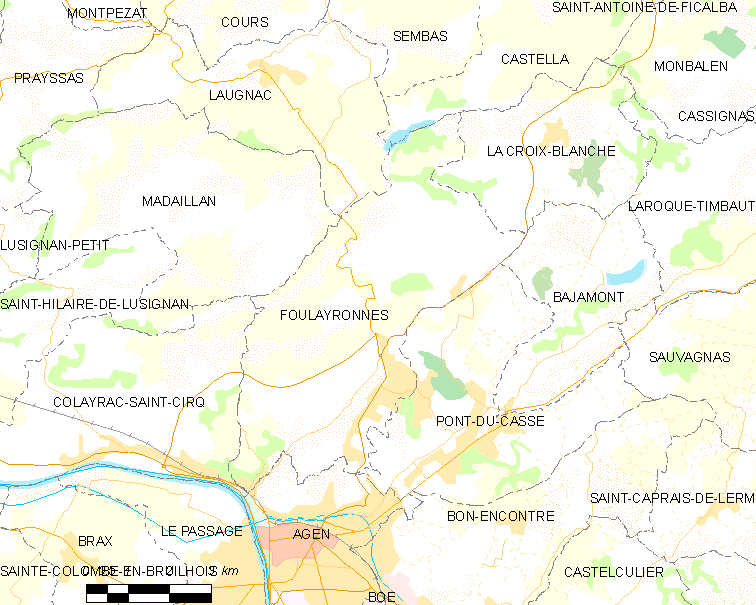
富莱罗讷的OSM定位图

## 行政
富莱罗讷的邮政编码为47510，INSEE市镇编码为47100。

## 政治
富莱罗讷所属的省级选区为阿让第一县。

## 人口

1962-2008年间富莱罗讷人口变化图示

富莱罗讷于2022年1月1日时的人口数量为5480人。